# Neuenburg (Landkreis Friesland)
Neuenburg is een plaats in Duitsland, in de deelstaat Nedersaksen, in de Landkreis Friesland en in de gemeente Zetel. Tot 1 januari 1972 was Neuenburg een zelfstandige gemeente.
Het dorp ligt bijna 4 kilometer ten zuiden van Zetel, de hoofdplaats van de gelijknamige gemeente. Vanwege de goede luchtkwaliteit en het aanwezige natuurschoon mag Neuenburg zich staatlich anerkannter Erholungsort noemen. Neuenburg ligt in de Friesische Wehde, een circa 12 meter boven het in het noordoosten aangrenzende polder- en kwelderland uitstekende landrug met zand- en geestgronden. Ten zuidwesten van Neuenburg begint de uitgestrekte zone met hoogveen, afgewisseld door kleine zandruggen en doorsneden door beken, die kenmerkend is voor het Ammerland. In de 18e eeuw bestond de Friesische Wehde nog bijna geheel uit bos, maar daarna werd een deel ten behoeve van houtopbrengst en akkerland gekapt. In het resterende bosgebied lieten boeren, totdat dit circa 1900 verboden werd, vee weiden. Het natuurreservaat Neuenburger Urwald, direct ten oosten van het dorp Neuenburg, is een beschermd overblijfsel van deze oude boszone.
In het dorp kruist de van west naar oost lopende Bundesstraße 437 een noord-zuidverbinding (geen Bundesstraße). Deze weg loopt noordelijk door Zetel en Blauhand naar afrit 7 van de Autobahn A29, en zuidelijk 16 km naar afrit 6 van de Autobahn A28 en naar het direct ten zuiden van die afrit gelegen stadje Westerstede in het Ammerland.
Van 1896 tot 1991 was Neuenburg eindpunt van een spoorlijntje naar Zetel, Bockhorn en Varel als beginpunt. Het passagiersvervoer per trein werd wegens onvoldoende reizigers reeds in 1954 gestaakt. Het monumentale stationsgebouw bleef behouden, en dient als praktijkgebouw voor de plaatselijke tandarts.

## Bezienswaardigheden
- Schloss (kasteel) Neuenburg: In 1462 liet graaf Gerard van Oldenburg, die voortdurend in onmin of oorlog met de Oostfriezen leefde, als militair-strategisch tegenwicht tegen het Oostfriese slot Friedeburg het Neuenburger Schloss (Nige Borg) bouwen. Bij de eerstesteenlegging zou hij hebben geroepen: „Dat de Fresen de Bammel slae!“ („Dat de Friezen hier de doodschrik van krijgen!“).

De, vanwege zijn omzichtige politiek en vanwege zijn inspanningen voor de dijkbouw en inpolderingen geliefde, graaf Anton Günther von Oldenburg und Delmenhorst (10 november 1583 in Oldenburg - 19 juni 1667 in Rastede) liet na zijn dood het kasteel na aan zijn weduwe, prinses Sophie Catharina von Holstein-Sonderburg. Rond 1700 werd het kasteel door de huidige gebouwen vervangen. In 1862 werd in het kasteel een landbouwschool gehuisvest, vervolgens een lerarenopleiding, een huishoudschool, tijdens de Tweede Wereldoorlog een lazaret, en een landelijke vrouwenschool. In 1967 werd het gebouw gerenoveerd door de gemeente. Momenteel zit in de burcht een evangelisch-lutherse kapel, een klein museum over vogels en een kleuterschool. Ook kan men in het kasteel in het huwelijk treden. De gemeente Zetel gebruikt het kasteel tevens voor representatieve raadszittingen.
- Natuurreservaat Neuenburger Urwald[2] is een fraai, gemengd eiken-beukenbos, waarin wandelpaden zijn uitgezet. De soortenrijkdom in het bos is groot en het is ecologisch zeer waardevol. Oorspronkelijk was het Urwald twee keer zo groot als tegenwoordig, maar in de jaren kort na de Tweede Wereldoorlog werden in het bos veel bomen geveld ter leniging van het gebrek aan brandhout tijdens o.a. de zeer strenge winter 1946/47. Een probleem in het bosbeheer is, dat de beuken in het bos zich uitbreiden en de deels zeer oude eiken de verdere groei onmogelijk maken of zelfs door gebrek aan zonlicht[3] doen afsterven.

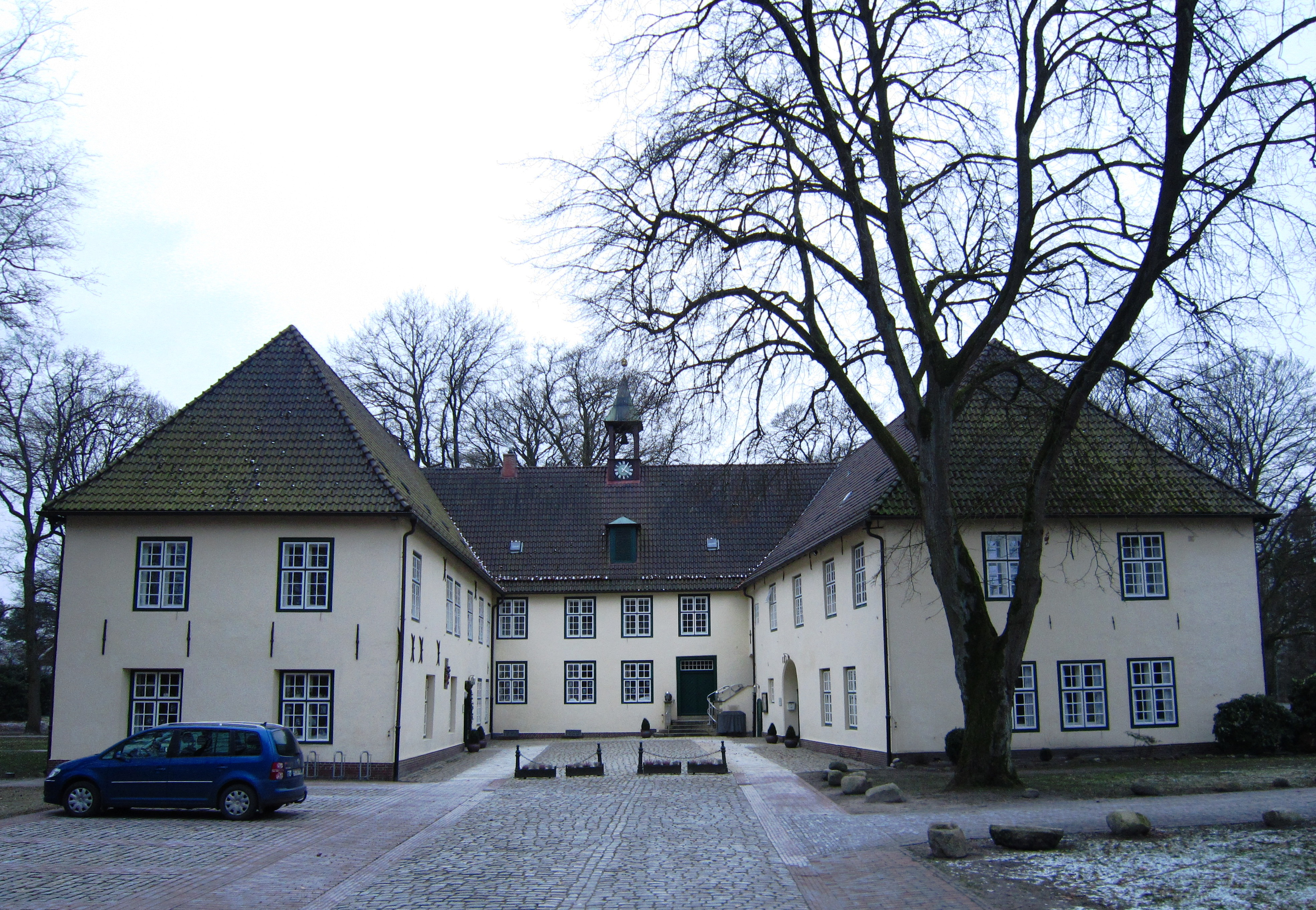
Kasteel Neuenburg
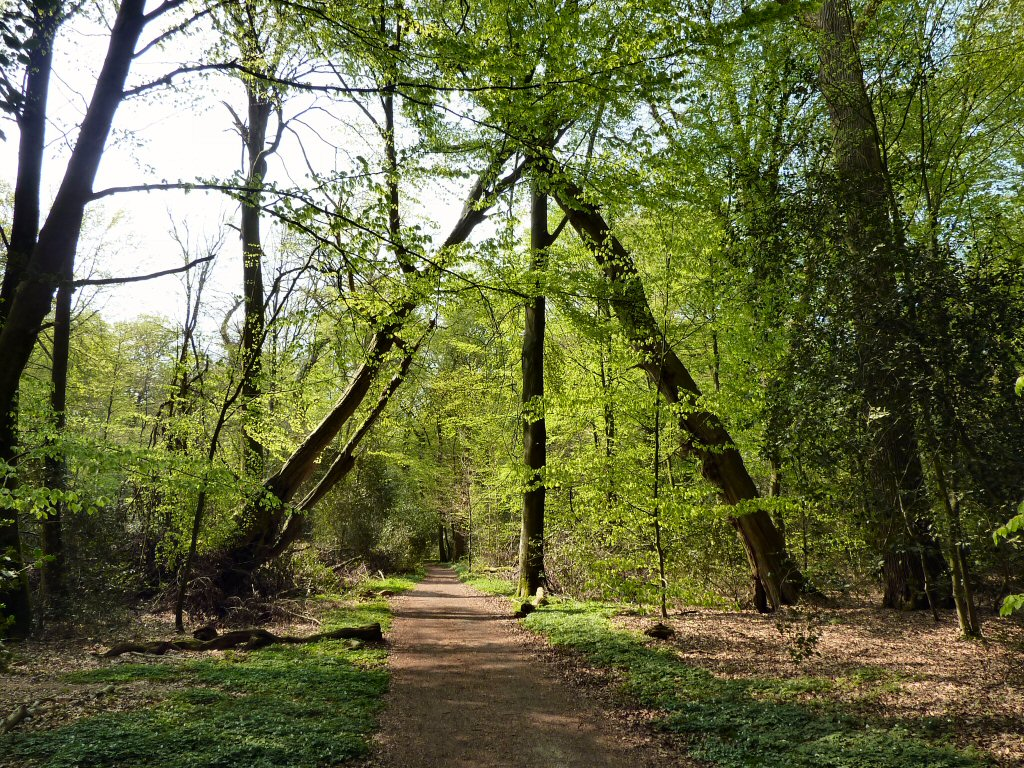
Bospad in het Neuenburger Urwald
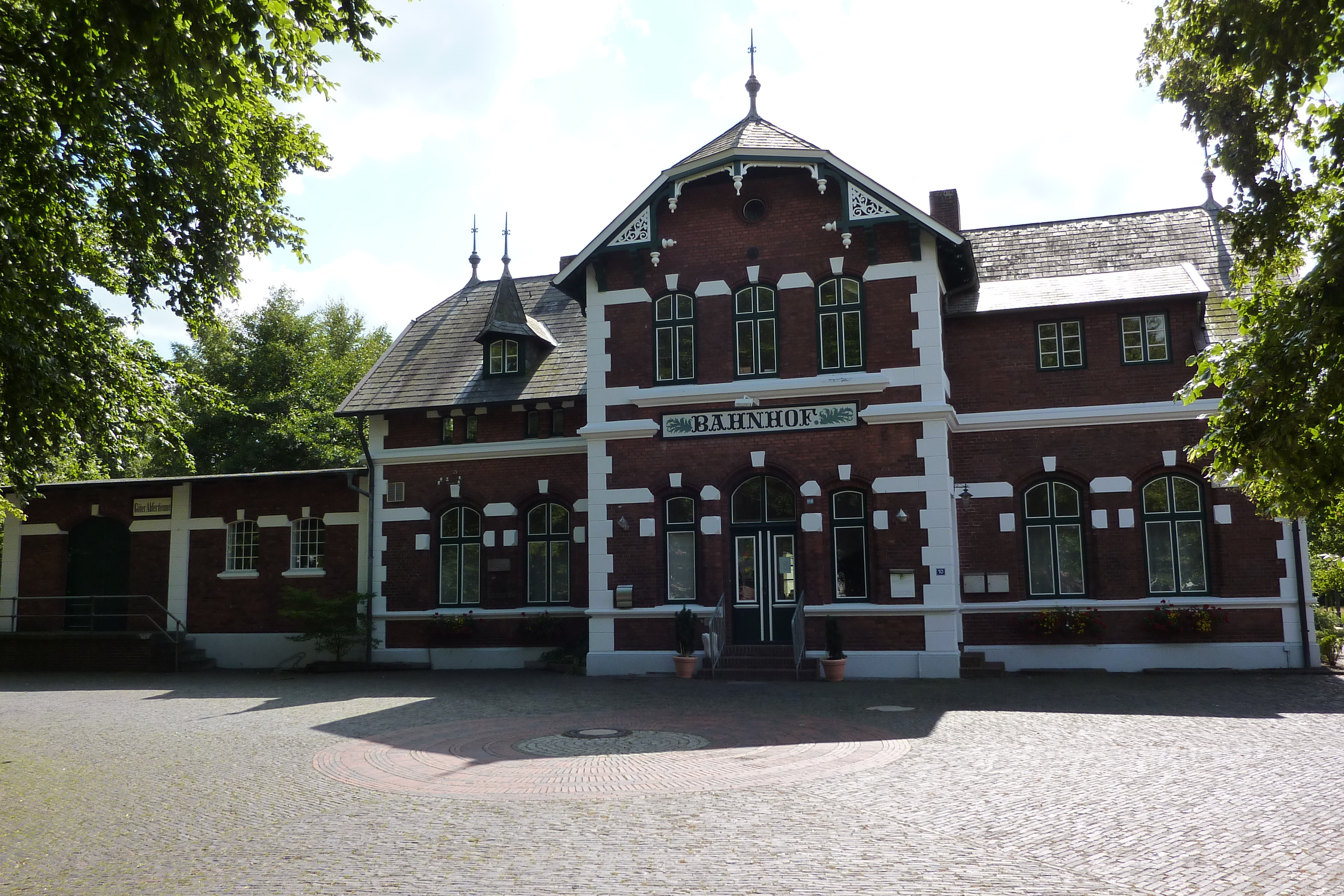
Het voormalige station